# Enrique Grünwaldt
Enrique Guillermo Mario Grünwaldt (n. Asunción, 8 de julio de 1913-f. Buenos Aires, 18 de mayo de 1986) fue un militar paraguayo nacionalizado argentino que alcanzó el grado de vicealmirante. Fue comandante de Operaciones Navales (jefe de la Armada) desde su designación el 12 de diciembre de 1962 hasta su renuncia y pase a retiro el 2 de abril de 1963.

## Familia
Enrique Grünwaldt nació en la ciudad capital de Paraguay en 18 de mayo de 1913, hijo del señor Carlos Augusto Grünwaldt Lix Klett y la señora Gladys Herminia Allchurch Sologuren. Fruto de ese matrimonio nacieron también los cinco hermanos del marino: Loreley Ottilia (n. 1915), Gladys Herminia Feba (n. 1916), Carlos Horacio (n. 1921), Edgardo (n. 1924) y Nancy María Julia (n. 1931).
Enrique Guillermo Mario Grünwaldt contrajo nupcias con la señora María Elena Sueyro Sallarés el 29 de abril de 1942. Tuvieron tres hijas: María Elena (n. 1944), Silvia Loreley (n. 1946) y María Inés Isolda (n. 1950).

## Carrera
Grünwaldt ingresó a la Escuela Naval Militar en 1932, luego de finalizar sus estudios secundarios. Egresó de dicha academia de formación militar en el año 1936 con la jerarquía de guardiamarina.
Ocupó diversos cargos como el de Comandante de la División de Hidrográficos y capitán del buque ARA Chiriguano, ambos siendo Capitán de Corbeta. de  y en 1955, siendo Capitán de Fragata, participó activamente en la conspiración y ejecución de la Revolución Libertadora. En ese entonces era el Capitán de Fragata de mayor antigüedad que cumplía funciones dentro del Estado Mayor General de la Armada y que a su vez estaba involucrado en la planificación del levantamiento del 16 de septiembre de 1955.
Los oficiales navales involucrados en la conspiración ejercieron una muy fuerte presión sobre Enrique Grünwaldt, que era Jefe de Operaciones de la Flota Naval, para que éste provocara un estallido en el buque insignia de la marina argentina. Pero se resistió a ejecutar dicha acción debido a la gravedad que implicaba comprometerse a eso. A fines de 1955, consumado el derrocamiento del gobierno de Juan Domingo Perón, Enrique Grünaldt es promovido al grado de Capitán de Navío.

## Titular de la Armada Argentina
Siendo contralmirante, Enrique Grünwaldt reemplazó al vicealmirante Leandro Maloberti, en el cargo de comandante de Operaciones Navales el 12 de diciembre de 1962, cuando la Argentina se encontraba inmersa en una profunda crisis institucional y militar luego de que Arturo Frondizi fuera depuesto de la presidencia a finales de marzo de ese mismo año.

### Sublevación de abril de 1963
Enrique Grünwaldt renunció de su cargo, junto al Secretario de Marina Carlos Garzoni, el 2 de abril de 1963, luego de no poder contener una rebelión liderada por los Contralmirantes Jorge Julio Palma y Guillermo Pérez Pitón y los Generales de División Benjamín Menéndez y Federico Toranzo Montero. Estos últimos llevaron a cabo una sublevación contra el gobierno de José María Guido en la base naval de Puerto Belgrano a primeras horas de ese mismo día. Cuando los marinos insurrectos estaban rodeados, mandaron a un interlocutor para negociar su rendición, el interlocutor era el Contralmirante Eladio Vázquez, jefe de la Flota de Mar, que hasta antes del estallido, adhería a la sublevación. Curiosamente, a pesar de haber estado a punto de levantarse contra el gobierno, Vázquez es nombrado como nuevo titular de la Armada Argentina el 2 de abril. Grünwaldt se retiró del servicio activo con el grado de Vicealmirante a fines de 1963.